# Jurik Wartanian
Jurik Wartanian (orm. Յուրի Վարդանյան; ur. 13 czerwca 1956 w Leninakanie, zm. 1 listopada 2018 w Stanach Zjednoczonych) – ormiański sztangista reprezentujący ZSRR, dyplomata i polityk. Zdobywca złotego medalu z igrzysk w Moskwie (1980), w latach 2013–2014 minister ds. młodzieży i sportu.

## Życiorys
Urodził się 13 czerwca 1956 w Leninakanie, obecnie Giumri.
Został pierwszym zawodnikiem z Armenii, który zdobył złoty medal w podnoszeniu ciężarów na letnich igrzyskach olimpijskich w 1980 roku. Wziął udział w kategorii wagowej do 82,5 kg. W rwaniu osiągnął wynik 177,5, zaś w podrzucie 222,5 kg. Łącznie podniósł 400 kg.
W 2009 został doradcą prezydenta Armenii, a w latach 2013–2014 pełnił funkcję ministra ds. młodzieży i sportu. W latach 2014–2017 był ambasadorem w Gruzji. Ostatnie miesiące życia spędził w USA, gdzie zmarł 1 listopada 2018.